# Denis Ouedraogo
Denis Ouedraogo est un homme politique burkinabé, ministre de l’Agriculture, des ressources animales et halieutiques depuis le 25 octobre 2022.

## Biographie

### Enfance, formation et débuts
Denis Ouedraogo est enseignant-chercheur en sciences économiques au département de sociologie et économie rurales de l’institut du développement rural de l'université Nazi-Boni (UNB), depuis 2004. Il est titulaire d’un doctorat en économie et socioéconomie du développement obtenu en 2002 à l’université de Ouagadougou, à la suite d’un diplôme d’études approfondies décroché dans la même discipline en 1997.

### Parcours professionnel
Denis Ouedraogo mène des recherches et enseigne depuis 1998 dans des domaines tels que l'économie, la politique agricole, la création d'entreprises agricoles, l'économie de l'environnement, la planification du développement et le commerce international. Il est auteur de publications scientifiques et membre du réseau AGRODEP, contribuant également aux évaluations d'impact.
Denis Ouedraogo a été directeur général de l'école nationale de formation agricole (ENAFA) à Bobo Dioulasso de mars 2016 à juillet 2022. Avant cela, il a occupé le poste de directeur général de la promotion de l'économie rurale (DGPER) au ministère de l'Agriculture de septembre 2013 à mars 2016.

### Ministre
Le 25 octobre 2022, il est nommé ministre de l'Agriculture, des ressources animales et halieutiques en remplacement de Delwendé Innocent Kiba.
Le 27 janvier 2023, au cours de la deuxième session ordinaire du conseil des ministres de l’alliance pour le biodigesteur en Afrique de l’Ouest et du centre (AB/AOC), Denis Ouedraogo prend la tête du conseil.

### Travaux d’enseignement et recherche
Denis Ouedraogo a effectué plusieurs missions d'expertise depuis 2009, notamment l'étude des taux d'adoption des kits agricoles au Burkina Faso, l'identification de sources alternatives de graines de coton pour un programme en Afrique de l'Ouest, la rédaction d'un rapport sur la transformation de l'agriculture africaine, et la contribution à un système durable d'approvisionnement agricole dans la zone de Bagré. En tant qu'ancien boursier de programmes interuniversitaires, son expérience le prédispose à réussir dans la transformation du secteur agropastoral et halieutique national,.

## Ouvrages
- 01 janvier 2004 ː Micropolitiques foncières dans trois villages de la province de Bam, Burkina Faso. Stratégies locales d'échange de terres[5].